# Edmond van Daële
Pour les articles homonymes, voir Van Daele.
Edmond Jean Adolphe Minckwitz dit Edmond van Daële, né le 11 août 1884 dans le 9e arrondissement de Paris et mort le 12 mars 1960 à Grez-Neuville (Maine-et-Loire), est un acteur français.

## Biographie

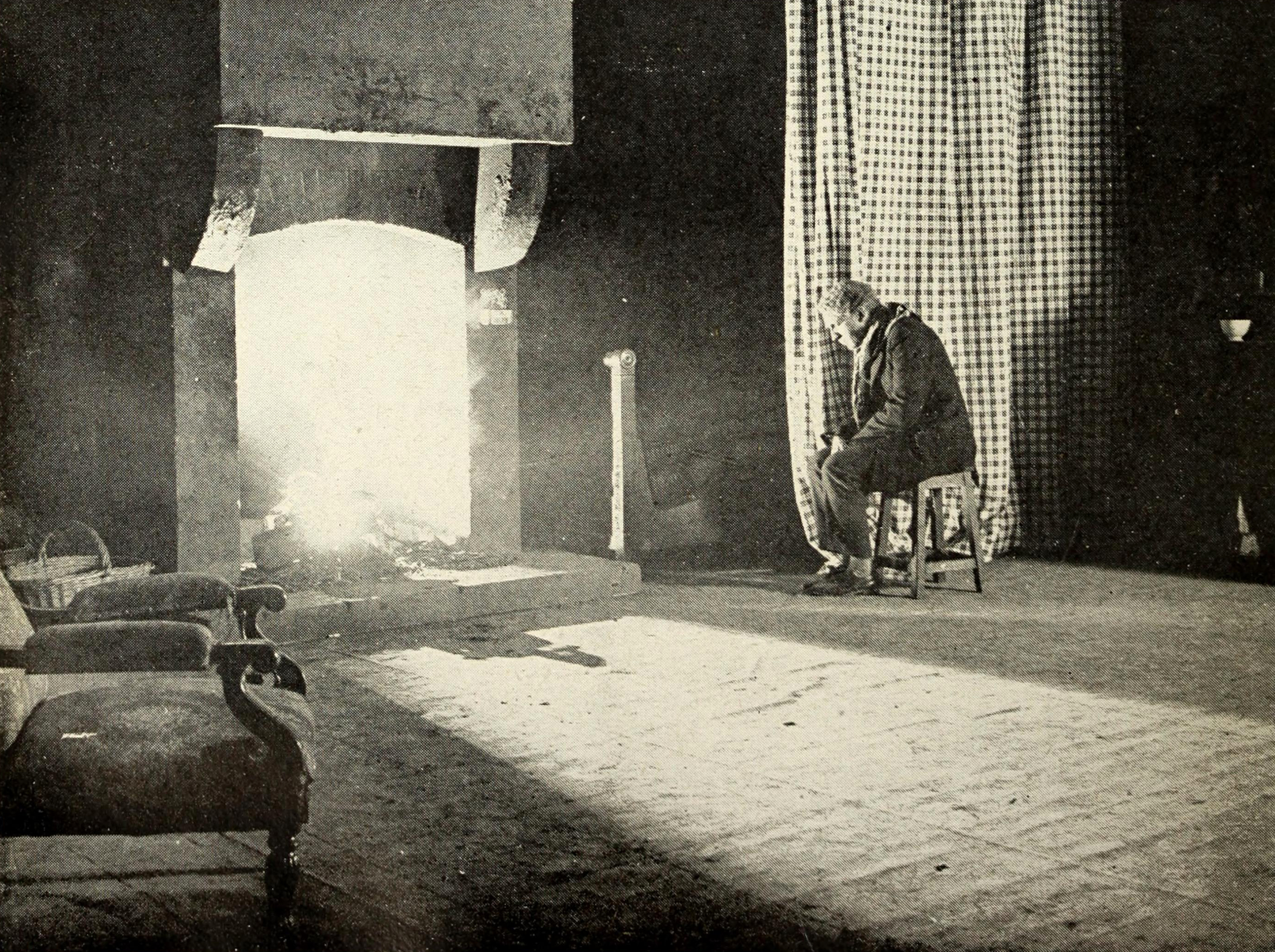
Edmond Van Daële dans un photogramme du film L'Inondation (1924).

Edmond van Daële a commencé sa carrière au temps du cinéma muet. Il a joué dans une cinquantaine de films jusqu'en 1950. On peut citer Le Mystère de la chambre jaune (1930) et Le Parfum de la dame en noir (1931) de Marcel L'Herbier. Son rôle le plus connu est celui de Maximilien de Robespierre dans le Napoléon d'Abel Gance (1927).
Il est inhumé au cimetière de Grez-Neuville (Maine-et-Loire).

## Filmographie
- 1915 : Le Secret du vieux moulin / La Roue du vieux moulin, réalisation anonyme (955 m)
- 1915 : Pendant la bataille, court-métrage (845 m) d'Henry Krauss : Drazal
- 1916 : La Lumière du cœur, court-métrage (790 m) d'Edmond van Daële[4]
- 1917 : Son fils, de Georges Denola (1,130 m) : Simon
- 1919 : Âmes d'Orient, de Léon Poirier (1,350 m) : Mitry
- 1919 : La Chimère, de Lucien Lehmann (1,575 m) : Pierre Lacroix
- 1919 : La Croisade, de René Le Somptier : Louis Marie, l'ouvrier révolutionnaire
- 1919 : Le Fils de Monsieur Ledoux, court-métrage (1,400 m) d'Henry Krauss : Gérard, enfant de l'Assistance devenu médecin
- 1920 : Âmes siciliennes, de Raoul d'Auchy (1,470 m) : D'Alonzo
- 1920 : La Montée vers l'Acropole, de René Le Somptier (1,900 m) : Robert Lesieur, le jeune polémiste
- 1920 : Narayana, de Léon Poirier (1,686 m) : Jacques Hébert, le viveur ruiné
- 1921 : Le Destin rouge, de Franz Toussaint (1,600 m) : Darnis
- 1921 : Fièvre / La Boue, court-métrage (1,000 m) de Louis Delluc  : Militis, le matelot
- 1921 : Pour une nuit d'amour, de Iakov Protazanov (1,300 m) : Julien Michon, l'employé des Postes
- 1921 : Un cri dans l'abîme, de Renée Carl (1,200 m) : Julio, le riche fermier
- 1922 : La Bête traquée / La Fille du garde-chasse, de René Le Somptier et Michel Carré : Grattret, le braconnier
- 1922 : L'Ombre du péché, de Iakov Protazanov (1,750 m) : Antoine
- 1922 : Les Roquevillard, de Julien Duvivier (1,960 m) : Maître Frasne, le notaire
- 1923 : Le Chemin de l'abîme, d'Adrien Caillard (1,250 m) : Claude Maurien
- 1923 : Cœur fidèle, de Jean Epstein (1,990 m) : Petit Paul, un voyou
- 1923 : L'Inondation, de Louis Delluc (1,900 m) : Monsieur Broc
- 1923 : Nêne, de Jacques de Baroncelli : Michel Corbier, le jeune fermier
- 1924 : L'Aube de sang, de Giuseppe Guarino (2,000 m) : Fred
- 1924 : La Joueuse d'orgue, de Charles Burguet (4,000 m) : Robert Vernières
- 1925 : Le Fantôme vivant de Giuseppe Guarino
- 1925 : Napoléon vu par Abel Gance, film en 6 parties (10,700 m) d'Abel Gance  :  Maximilien de Robespierre
- 1926 : L'Agonie de Jérusalem, de Julien Duvivier (2,800 m) : Jean-Louis Verdier alias Sirius, le jeune révolutionnaire
- 1926 : La Lueur dans les ténèbres, court-métrage (1,500 m) de Maurice Charmeroy : Farge
- 1927 : Fleur d'amour ou Fleurette de Marcel Vandal  : Philippe de Sourgueil
- 1927 : Madame Récamier, de Gaston Ravel et Tony Lekain : Fouché
- 1927 : Sables, de Dimitri Kirsanoff : Charles de Varenne
- 1927 : Six et demi onze / Un Kodak, de Jean Epstein : Jérôme de Ners
- 1929 : Cagliostro, de Richard Oswald (2,850 m) : Louis XVI
- 1929 : Le Requin, d'Henri Chomette : le radio
- 1930 : Les Deux Mondes, de Ewald André Dupont : un officier
- 1930 : Maison de danses, de Maurice Tourneur : Bénito, un pêcheur espagnol
- 1930 : Le Mystère de la chambre jaune, de Marcel L'Herbier : Robert Darzac
- 1930 : Le Parfum de la dame en noir, de Marcel L'Herbier : Robert Darzac / Brignolles
- 1932 : Les Trois Mousquetaires, film en deux époques d'Henri Diamant-Berger : le père Joseph
- 1933 : La Maternelle, de Jean Benoit-Lévy et Marie Epstein : le père Paulin
- 1933 : Le Tunnel, de Curtis Bernhardt : Charles Baillère, le contremaître
- 1934 : Maria Chapdelaine, de Julien Duvivier : le médecin
- 1934 : Les Nuits moscovites, d'Alexis Granowsky : le mendiant
- 1935 : Golgotha, de Julien Duvivier : Gerson
- 1935 : Napoléon Bonaparte, version remaniée et sonorisée par Abel Gance du film de 1925  : Maximilien de Robespierre
- 1936 : La Gondole aux chimères, d'Augusto Genina : le docteur Erich Krauss
- 1937 : Le Puritain, de Jeff Musso
- 1938 : Le Patron, court-métrage de Pierre Boyer
- 1939 : L'Émigrante, de Léo Joannon : un émigrant
- 1943 : Adieu Léonard, de Pierre Prévert : le graveur
- 1949 : Envoi de fleurs, de Jean Stelli : le bedeau

## Théâtre
- 1913 : Le Procureur Hallers, pièce en 4 actes de Louis Forest et Henry de Gorsse, d'après Paul Lindau, au théâtre Antoine (16 octobre) : un agent de la Sûreté
- 1914 : Un grand bourgeois, pièce en 3 actes d'Émile Fabre, mise en scène de Firmin Gémier, au Théâtre Antoine (20 janvier) : Monsieur Louis